# コンカナバリンA
コンカナバリンA（英: concanavalin A、略称: ConA）は、タチナタマメCanavalia ensiformisから抽出されたレクチン（糖に結合するタンパク質）の1つである。マメ科レクチンファミリーの一員であり、さまざまな糖、糖タンパク質、糖脂質にみられる特定の構造、主に内部や非還元末端のα-D-マンノシル基、α-D-グルコシル基に特異的に結合する。一方で、植物における生理的機能は未解明である。ConAは植物性分裂促進因子の1つであり、マウスではT細胞の一部を刺激して4つの機能的に異なるT細胞集団を生じさせる。その中には制御性T細胞の前駆体となるものが含まれている。ConAは商業ベースで利用可能になった最初のレクチンであり、生物学や生化学において、さまざまな細胞の表面に存在する糖タンパク質やその他の糖含有因子の特性解析に広く利用されている。また、レクチンアフィニティークロマトグラフィーによるグリコシル化高分子の精製や、さまざまな免疫細胞による免疫調節の研究にも利用される。

## 構造
大部分のレクチンと同様に、ConAはホモ四量体を形成する。各サブユニットは235アミノ酸、26.5 kDaの高度にグリコシル化されたタンパク質で、金属原子（通常はMn2+とCa2+）を結合している。D2対称性の四次構造が明らかにされており、金属原子との相互作用やマンノース、グルコースといった糖への親和性の親和性の分子基盤も明らかにされている。

## 成熟過程
ConAとその変種（近縁の植物に存在する）は、循環置換と呼ばれる配列置換が翻訳後段階で生じることが知られている唯一の例である。既知の他の循環置換は遺伝子レベルで生じるものであるが、ConAの場合には前駆体タンパク質のN末端部分が切断と再結合によって成熟型タンパク質のC末端部分となる。ConAの循環置換はタチナタマメのアスパラギンエンドペプチダーゼによって行われ、この酵素は1か所の活性部位でペプチド基質の切断と結合の双方を行うことができる。アスパラギンエンドペプチダーゼがConA前駆体を中間部で切断し、元々のN末端とC末端を結合することで、ConAは成熟型へ変換される。

## 生物学的活性
ConAは高マンノース型糖鎖を含有するさまざまな受容体と相互作用するが、特筆すべきものとしてはロドプシン、血液型抗原、インスリン受容体、免疫グロブリン、癌胎児性抗原（CEA）が挙げられる。また、リポタンパク質とも相互作用する。
ConAは血液型の種類に関係なく赤血球の凝集を引き起こし、またさまざまながん細胞も凝集させる。形質転換を起こした細胞やトリプシン処理した正常細胞は4 °Cでは凝集しないため、ConAを介した凝集には温度感受性の段階が関与していることが示唆されている。
ConAを介した凝集は、筋細胞、B細胞（表面の免疫グロブリンを介して）、線維芽細胞、ラット胸腺細胞、ヒト胎児腸管上皮細胞（成体ではない）、脂肪細胞など、他の細胞種でも報告されている。
ConAはリンパ球に対して分裂促進因子として作用する。フィトヘマグルチニン（PHA）と同様に、ConAの作用はB細胞よりもT細胞に対して選択的である。PHAとConAはT細胞受容体の構成要素に結合して架橋することで、T細胞受容体の発現に依存した形でT細胞を活性化する作用を有する。ConA曝露から数秒以内にエネルギー代謝は刺激される。
ConAは、大腸菌Escherichia coli、枯草菌Bacillus subtilis、キイロタマホコリカビDictyostelium discoideumなど多くの微生物の表面に存在するマンノース残基とも相互作用する。
また、いくつかのマトリックスメタロプロテアーゼに対して活性の刺激因子として作用することも示されている。

## 応用
ConAは糖鎖修飾酵素の固相固定、特に従来型の共有結合型固定が困難なものに対して有用であることが示されている。ConAが結合した基盤を用いることで、こうした酵素は活性や安定性を損なうことなく多量に固定化される。こうした非共有結合型のConA-糖鎖修飾酵素間の結合は糖との競合または酸性pHによって比較的容易に解離することができる。必要な場合には、こうした結合を化学的操作によって共有結合へ変換することも可能である。
実験的肝細胞癌においては、ConAの強力な治療効果が示されている。ConAは周囲の正常な肝細胞よりも腫瘍細胞の膜へ選択的に隔離される。ConAは細胞膜の糖タンパク質に結合した後、ミトコンドリアへ選択的に取り込まれ、オートファジー細胞死を開始させる。ConAはリンパ球活性化作用とは無関係に、腫瘍結節の成長を部分的に阻害することが示されている。さらにこのモデルにおける腫瘍の消失はConAの分裂促進/リンパ球増殖作用によるものであり、ConAによって肝臓におけるCD8＋T細胞やNK細胞、NKT細胞を介した免疫応答が活性化された可能性がある。
また、ラットにおける増殖性硝子体網膜症モデルとして、ConAの硝子体内注入が利用されている。